# Thermoniphas distincta
Thermoniphas distincta is een vlinder uit de familie van de Lycaenidae. De wetenschappelijke naam van de soort is voor het eerst gepubliceerd in 1935 door George Talbot.
De soort komt voor in Congo-Kinshasa, Oeganda, Rwanda, Burundi, Tanzania, Angola en Zambia.